# Deshpandiella jambolana
Deshpandiella jambolana är en svampart som först beskrevs av T.S. Ramakr., Sriniv. & Sundaram, och fick sitt nu gällande namn av Kamat & Ullasa 1973. Deshpandiella jambolana ingår i släktet Deshpandiella och familjen Phyllachoraceae.   Inga underarter finns listade i Catalogue of Life.